# Князь Сан-Донато

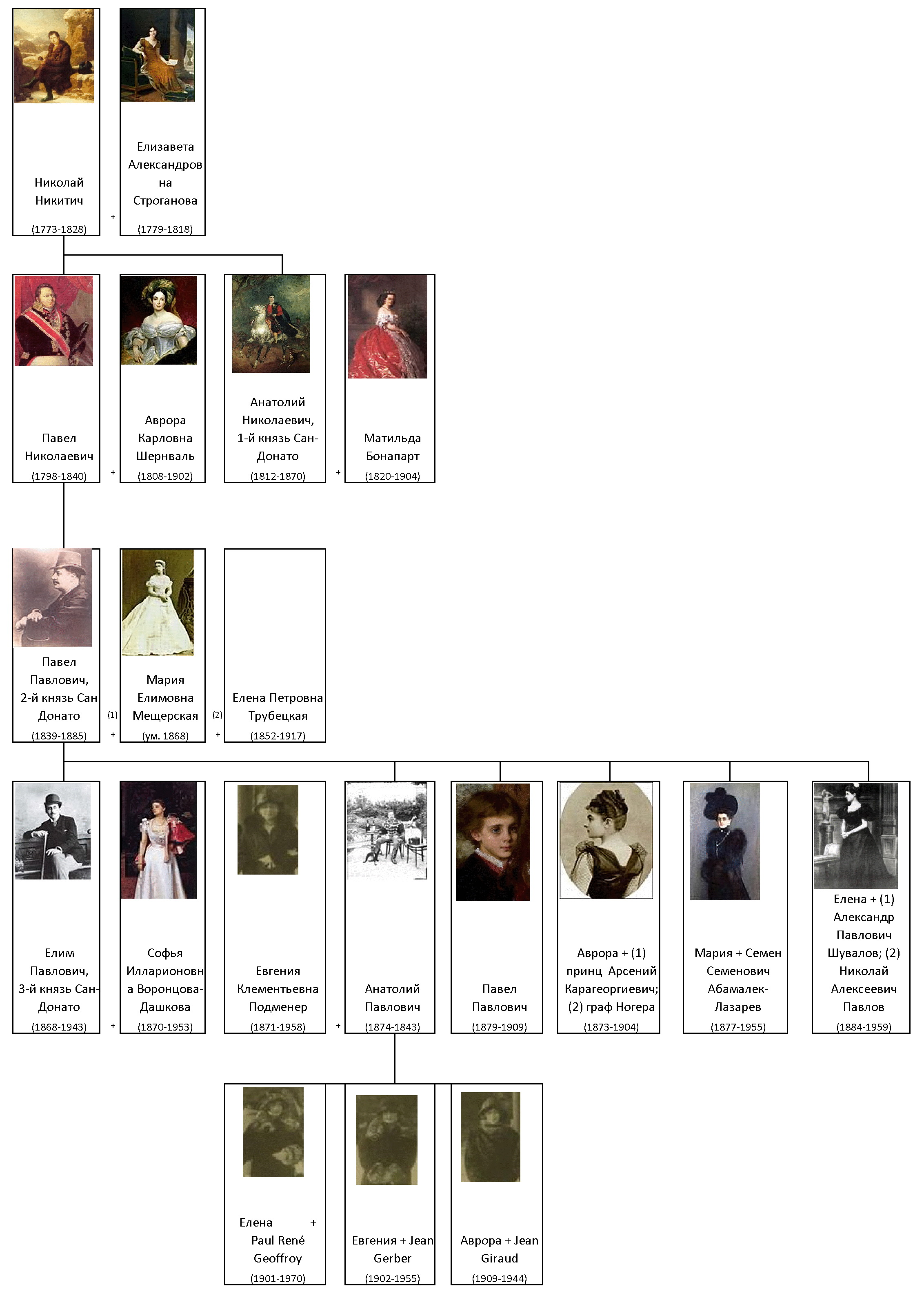
Демидовы. Ветвь князей Сан-Донато

Князь Сан-Донато (Principe di San Donato) — титул, введённый в 1840 году тосканским великим герцогом Леопольдом II для проживавшего в Италии Анатолия Демидова с тем, чтобы он мог жениться на Матильде Бонапарт без ущерба для её статуса принцессы. Образован от демидовской виллы Сан-Донато.

## Наследование
После смерти бездетного Анатоля наследником стал его племянник Павел, который получил и виллу Сан-Донато и «по грамоте (покойного) итальянского короля Виктора-Эммануила от 17 февраля 1872 года — титул князя (королевства Итальянского) Сан-Донато с наследственным правом перехода его в мужском потомстве и по мужской линии в порядке первородства».
Со смертью в 1943 году 4-го князя, имевшего только дочерей, род князей пресёкся; боковым линиям передан не был, тем более, что с 1946 года в Итальянской республике все титулы были отменены.

## Признание титула в России
- Первый князь Сан-Донато разрешение на пользование титулом в Российской Империи не получал.
- «Высочайшим указом от 2 июня 1872 года Киевскому городскому голове, в звании камер-юнкера, коллежскому советнику Павлу Павловичу Демидову дозволено» «принять пожалованный ему Его Величеством королём Италии, титул князя Сан-Донато»[1][2]
- «Высочайшим повелением 4 декабря 1891 г., тайному советнику Елиму Демидову разрешено» было «пользоваться пожалованным итальянским правительством покойному отцу его, Павлу Демидову, титулом князя Сан-Донато, но лишь в пределах Итальянского королевства»[3][4]. Так, в качестве чрезвычайного посла и полномочного министра в Греции Е. П. Демидов в официальном Адрес-Календаре на 1916 год был указан без княжеского титула[5]

### Носители титула
| № | Портрет | Имя                                                                       | Период                           | Княгиня                                                           |
| - | ------- | ------------------------------------------------------------------------- | -------------------------------- | ----------------------------------------------------------------- |
| 1 |         | Анатолий (I) Николаевич Демидов (1813—1870)                               | 20 октября 1840 — 29 апреля 1870 | Жена: Матильда Бонапарт (с 1840 до 1847, развод). Умер бездетным. |
| 2 |         | Павел Павлович Демидов (1839—1885), племянник предыдущего                 | 17 февраля 1872 — 26 января 1885 | 2-я жена: Елена Петровна Трубецкая (с 1871 года, ум. 1917).       |
| 3 |         | Елим Павлович Демидов (1868—1943), сын предыдущего от 1-го брака          | 26 января 1885 — 28 марта 1943   | Жена: София Илларионовна Воронцова-Дашкова (ум. 1953). Бездетный. |
| 4 |         | Анатолий (II) Павлович Демидов (1874—1943); единокровный брат предыдущего | 28 марта — 27 октября 1943       | Жена: Евгения Климентьевна Подменер. Имели 3 дочерей.             |

## Герб
Герб дворян Демидовых князей Сан-Донато включён в Общий Гербовник (XIII, 66) со следующим описанием:

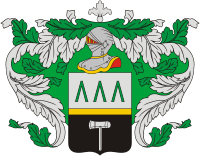
Родовой герб Демидовых, помещённый в щитке княжеского герба

«Щит разделён на четыре части чёрным крестом с разрезными концами. В середине щита помещён малый щиток с гербом Демидовых. В четырёх делениях гербового щита в шахматном порядке расположены эмблемы гербов города Флоренции и его общины: в первой и четвёртой частях герба в червлёном поле серебряная лилия, а во второй и третьей — в серебряном поле — красный греческий крест (герб флорентийской общины). Эти эмблемы выражают принадлежность к Флоренции территории княжества Сан-Донато. Щит увенчан княжеским итальянским шлемом, украшенным русскою дворянскою короною. В нашлемнике два серебряных рудокопных молота, обвитых сосновым зелёным венком. Намёт: справа зелёный с золотом, слева чёрный с серебром. Щитодержцы два серебряные медведя с червлёными глазами и языками. Девиз: „Acta — non verba“ (,,Дела — не слова»). Щит покрыт княжескою итальянскою мантией багряной, с золотыми звёздочками и увенчан княжескою итальянскою шапкою". Герб Павла Демидова князя Сан-Донато внесен в Часть 13 Общего гербовника дворянских родов Всероссийской империи, стр. 66.
По словам П. Н. Петрова: «Противу просимого князем Сан-Донато проекта герба — в Высочайше утверждённом последовали изменения в цвете намёта (в проекте красного с серебром и золотом; в помещении лилий не красных в серебряном поле, а наоборот; в цвете щитодержцев — по проекту одного золотого и в цвете ленты девиза — по проекту золотой с черными буквами). При даровании герба установлены ещё изменения для членов семейства (кроме старшего в роде), не имеющих пользоваться княжескими правами. Состав герба и изображений на гербовом щите остаётся и для них, разумеется, без изменений; но гербовый щит увенчивается для особ мужского пола дворянским шлемом с дворянскою короною, а для особ женского пола — одною короною без шлема».